# 胡安·路易斯·科亨
胡安·路易斯·科亨（西班牙語：Juan Luis Coghen，1959年7月9日—），西班牙男子曲棍球运动员。他曾代表西班牙国家队参加1980年夏季奥林匹克运动会曲棍球比赛，获得一枚银牌。